# República Socialista Soviètica de l'Uzbekistan
La República Socialista Soviètica de l'Uzbekistan o RSS de l'Uzbekistan va ser una república constituent de la Unió Soviètica. Es va fundar el 27 d'octubre de 1924 a l'actual Uzbekistan. L'1 de setembre de 1991 es va canviar el nom a República de l'Uzbekistan i va obtenir la independència el 26 de desembre del mateix any.

## Història
En 1924, es redefiniren les fronteres internes de l'Àsia central atenent a criteris ètnics, determinats per Ióssif Stalin, Comissari del Poble per a les Nacionalitats del govern de Lenin. El 27 d'octubre d'eixe any es crea l'RSS de l'Uzbekistan de la unió de la República Popular Soviètica de Bujara, la República Popular Khorezmia i part de l'RSSA del Turkestan convertint-se en república de l'URSS.
Fins a 1929 l'RSS de l'Uzbekistan incloïa a l'RSSA Tadjik, any que aquesta se separà, adquirint igual rang dins de l'URSS. En 1930, la capital és traslladada de la ciutat de Samarcanda a Taixkent, i en 1936, s'incorpora l'RSSA Karakalpaka que fins llavors pertanyia a l'RSS del Kazakhstan.
L'1 de setembre de 1991 l'RSS de l'Uzbekistan canvià el seu nom pel de República de l'Uzbekistan, romanent dins de la Unió Soviètica fins al 26 de desembre d'eixe mateix any, quan es proclamà independent.

## Demografia
Durant la Segona Guerra Mundial, les autoritats soviètiques reubicaren nombroses indústries a l'RSS de l'Uzbekistan des de les vulnerables localitzacions en les regions occidentals de l'URSS, per a evitar que caigueren en poder dels nazis. Un gran nombre de russos, ucraïnesos i altres nacionalitats acompanyaren a les fàbriques canviant la demografia de l'Uzbekistan. S'apregonaren aquests canvis amb les deportacions de grups ètnics sencers sospitosos de col·laborar amb les potències de l'Eix. Açò inclogué un gran nombre de coreans, tàrtars de Crimea, i Txetxens.

## Economia
A principis de la dècada dels anys 60 s'iniciaren les obres per a, abastint-se del riu Amu-Darya, possibilitar la irrigació de grans extensions de terrenys de cultiu que es van dedicar majorment a la producció de cotó, convertint a la Unió Soviètica en el major productor mundial de cotó, però també provocà la disminució dràstica del flux d'aigua al Mar d'Aral, el que es traduí en un desastre ecològic.

## Divisió política
L'RSS de l'Uzbekistan estava dividida en 11 óblast (províncies) i una república autònoma, com es mostra en la taula següent (dades de l'1 de gener de 1976, font: Gran Enciclopèdia Soviètica).
| Nom                      | Superfície (milers de km²) | Població (milers de hab.) | Capital    |
| ------------------------ | -------------------------- | ------------------------- | ---------- |
| RSA de Karakalpakia      | 165,6                      | 825                       | Nukus      |
| Província d'Andijan      | 4,2                        | 1.259                     | Andijan    |
| Província de Bukharà     | 143,2                      | 1.149                     | Bukharà    |
| Província de Dzhizak     | 20,3                       | 426                       | Dzhizak    |
| Província de Kashkadarin | 28,4                       | 972                       | Karshi     |
| Província de Namangán    | 7,9                        | 1.024                     | Namangán   |
| Província de Samarkanda  | 24,5                       | 1.610                     | Samarkanda |
| Provincia de Surjandarín | 20,8                       | 801                       | Termez     |
| Província de Syrdarín    | 5,3                        | 416                       | Gulistan   |
| Provincia de Taskent     | 15,6                       | 3.338                     | Taixkent   |
| Província de Fergana     | 7,1                        | 1.593                     | Fergana    |
| Província de Jorezm      | 4,5                        | 666                       | Urganch    |